# Кенні Дрю
Ке́нні Дрю (англ. Kenny Drew), повне ім'я Ке́ннет Сі́дні Дрю (англ. Kenneth Sidney Drew; 28 серпня 1928, Нью-Йорк — 4 серпня 1993, Копенгаген, Данія) — американський джазовий піаніст.

## Біографія
Народився 28 серпня 1928 року в Нью-Йорку. Брав приватні уроки з 5 років; вперше виступив у 8; відвідував школу музики і мистецтв; професійно дебютував як акомпаніатор для Перла Прімуса. Перший запис його відбувся із Говардом Мак-Гі на лейблі Blue Note у 1950 році.
Працював з Коулменом Гокінсом, Лестером Янгом, Чарлі Паркером (1950—51), Бадді ДеФранко (1952—53). Не деякий час переїхав до Каліфорнії, де працював з власним тріо в Лос-Анджелесі і Сан-Франциско. У 1956 році повернувся до Нью-Йорка; акомпанував Діні Вашингтон; гастролював з Артом Блейкі; потім деякий час працював з Джоном Колтрейном, Дональдом Бердом, Джонні Гріффіном та ін.; грав з Бадді Річем (1958—59).
У 1961 році оселився в Європі, спочатку в Парижі, пізніше в Копенгагені (1964); грав в Jazzhut Montmartre з Декстером Гордоном та гастролюючими музикантами, серед яких Кенні Доргем, Генк Моблі, Джо Гендерсон, Сонні Роллінс. У середині 1960-х сформував дует з контрабасистом Нільс-Геннінгом Ерстед Педерсеном; а рпізніше досить сильне тріо з ударником Елвіном Квіном. Дрю також виступав з Paris Reunion Band.
Створив музичну компанію Shirew Publishing і студію звукозапису Matrix. У 1970-х зробив велику кількість записів на лейблі SteepleChase і продовжував займатися музикою до самої смерті.
Помер 4 серпня 1993 року в Копенгагені у віці 64 років. На честь музиканта названа один з вулиць в Копенгагені. Його син Кенні Дрю, мол. також піаніст.

## Дискографія
- New Faces, New Sounds (Blue Note, 1953)
- Kenny Drew Trio (Riverside, 1956)
- I Love Jerome Kern (Riverside, 1957)
- This Is New (Riverside, 1957)
- Pal Joey (Riverside, 1957)
- Undercurrent (Blue Note, 1960)